# Giednia
Giednia – wieś sołecka w Polsce, położona w województwie mazowieckim, w powiecie mławskim, w gminie Szydłowo.
| SIMC    | Nazwa           | Rodzaj    |
| ------- | --------------- | --------- |
| 1055919 | Giednia-Kolonia | część wsi |
| 1055977 | Stara Giednia   | część wsi |

Wierni Kościoła rzymskokatolickiego należą do parafii św. Marii Magdaleny, św. Kazimierza w Szydłowie.
W latach 1975–1998 miejscowość administracyjnie należała do województwa ciechanowskiego.
W Giedni urodził się Mariusz Zembrzuski – żołnierz Batalionów Chłopskich, kawaler Orderu Virtuti Militari.